# Gur-e Mar
Gur-e Mar é uma cidade do Afeganistão, localizada na província de Balkh.